# Monoculodes necopinus
Monoculodes necopinus är en kräftdjursart som beskrevs av J. L. Barnard 1967. Monoculodes necopinus ingår i släktet Monoculodes och familjen Oedicerotidae. Inga underarter finns listade i Catalogue of Life.